# St John Philby
Harry St John Bridger Philby, Orden del Imperio de la India (CIE), (3 de abril de 1885, Badulla, Ceilán británico – 30 de septiembre de 1960, Beirut, Líbano), también conocido como Jack Philby o Sheikh Abdullah (الشيخ عبدالله), fue un arabista británico, representante de Jordania, explorador, consejero, escritor y oficial de inteligencia en la Colonial Office (Ministerio de Colonias británico).
Como él mismo dice en su autobiografía, él «se convirtió en algo fanático» y en 1908 «en el primer socialista en pertenecer al Raj británico». Después de estudiar idiomas orientales en el Trinity College de Cambridge, fue enviado a Lahore en el Punyab en 1908, donde aprendió a hablar fluidamente en urdu, panyabí oriental, baluchi y persa. Más tarde aprendió árabe. Se convirtió al islam en 1930 y llegó a ser consejero de Abdelaziz bin Saud, urgiéndole a hacerse rey de Arabia, y ayudándole a negociar con los Estados Unidos y el Reino Unido cuando se halló petróleo en 1938. Se casó en segundas nupcias con una mujer de Arabia Saudita.
En 1963, después de su muerte, se descubrió que su único hijo, Kim Philby, había sido un agente doble, trabajando como espía para la Unión Soviética.

## Arabista

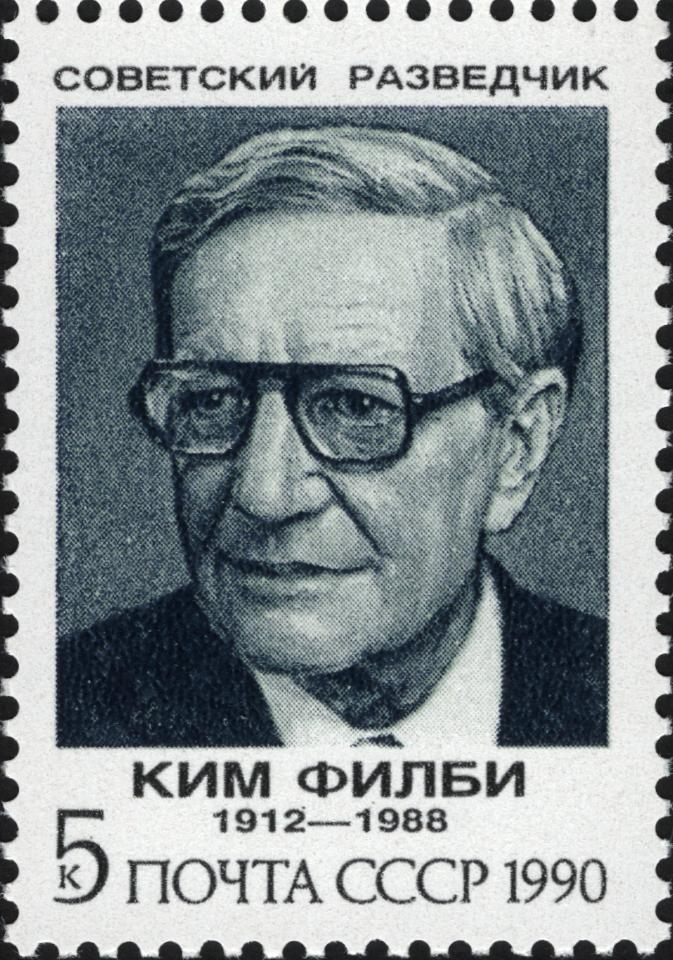
Su único hijo Kim Philby

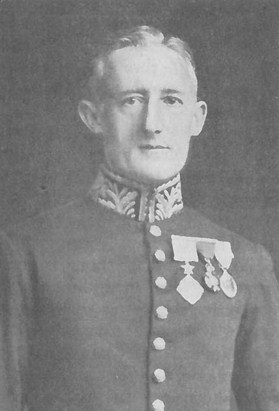
Percy Cox

Al fin de 1915 Percy Cox contrató a Philby como jefe de la rama financiera de la administración británica en Bagdad, un trabajo que incluía dando indemnizaciones a dueños de propiedades y negocios. La misión de los dos fue doble: organizar la Rebelión Árabe contra los turcos otomanos y proteger los campos petrolíferos cerca de Basora y el Shatt al Arab, que eran la fuente de petróleo para la Marina Real británica. Se organizó la rebelión con la promesa de crear un estado árabe unificado, o una federación árabe, abarcando desde Alepo, en Siria, a Adén, en Yemen. Gertrude Bell fue su primer controlador y le enseñó las mejores artes del espionaje. En 1916 trabajó como Comisionado de Ingresos de los Territorios Ocupados.
Le mandaron al interior de la Arabia como jefe de una misión a Abdulaziz bin Saúd, un jeque que profesaba el wahabismo, una corriente religiosa incluida en la rama mayoritaria musulmana del sunismo, y enemigo de Husayn ibn Ali, jerife de La Meca, jefe de los hachemíes y líder de la rebelión árabe. Ambos, bin Saud e ibn Ali, luchaban por  convertirse en «rey de los árabes». A escondidas, Philby empezaba a favorecer a bin Saud, aunque la política británica apoyaba a ibn Ali. Philby logró cruzar exitosamente desde Riad a Yeda, viajando por una ruta arternativa. Así demostró que bin Saud y no ibn Ali era en realidad quien mandaba en las tierras altas de Arabia.
El 7 de noviembre de 1918, el Reino Unido y Francia otorgaron a los árabes la Declaración Anglo-Francesa a los árabes, prometiéndoles el derecho de autodeterminación. Philby creía que esta declaración, como la Declaración Balfour y el Acuerdo Sykes-Picot, traicionaba la promesa de una nación árabe unificada. Philby arguyó que bin Saud era un «demócrata» que dirigía sus asuntos «por consejo comunitario», como se dice en el Corán. Esta actitud de Philby contrastó con el apoyo que dio George Curzon a ibn Hussein.
En noviembre de 1921, Philby fue nombrado Jefe del Servicio Secreto en el Mandato británico de Palestina. Trabajó con Thomas Edward Lawrence y se reunió con su homólogo americano, Allen Dulles. Al fin de 1922, Philby viajó a Londres para reunirse largamente con las partes involucradas en el asunto de Palestina, incluyendo Winston Churchill, Jorge V del Reino Unido, Eduardo, Príncipe de Gales, Lionel Walter Rothschild, 2.º barón Rothschild, Wickham Steed y Chaim Weizmann.

## Consejero de bin Saud
Philby creía que se servirían mejor los intereses de los británicos y de la familia Saud uniendo la península de Arabia bajo un solo gobierno, desde el mar Rojo hasta el golfo Pérsico, con los saudíes reemplazando a los hachemíes como «custodios de los lugares sagrados»  mientras protegían la ruta de los barcos por el canal de Suez hacia Adén y Bombay. 
Philby renunció a su puesto en 1924 por diferencias acerca de la inmigración de los judíos a Palestina. Se descubrió que había tenido correspondencia no autorizada con bin Saud, mandándole información confidencial, la cual lo hizo sospechoso de espionaje. Poco después, bin Saud llamó a derrocar a la dinastía hachemí, con Philby aconsejándolo en cuán lejos podría llegar para ocupar Arabia evitando al mismo tiempo el enojo de los británicos, los más poderosos en la región. En 1925, Philby dijo que bin Saud había traído un orden sin precedentes a Arabia.
Philby se instaló en Yeda y se hizo socio de un negocio. Durante los siguientes años se hizo famoso como escritor internacional y explorador. Philby hizo un mapa de la frontera entre Arabia Saudita  y Yemen en el desierto de Rub al-Jali utilizando camellos para hacer el viaje. Se convirtió en el más importante de los consejeros de bin Saud en sus tratos con el Imperio británico y los poderes del Occidente. Se convirtió al islam en 1930. En 1931 Philby invitó a Charles Richard Crane a Yeda para facilitar la exploración de petróleo.
En mayo de 1932, la Standard Oil of California buscó a Philby para que la ayudase a obtener concesiones en Arabia Saudita, y se convirtió en un consejero a sueldo de la empresa. Mientras tanto, Philby se dio cuenta de que la competencia entre los extranjeros interesados ofrecería la posibilidad de un acuerdo mejor para el rey saudí, y por eso alertó a George Martin Lees, jefe del departamento de geología en la Anglo-Persian Oil Company, sobre el interés que tenía la Standard Oil por los derechos de exploración en Arabia Saudita. Anglo Persian fue uno de los cinco socios que formaron la Iraq Petroleum Company y a través de esta entidad buscó obtener concesiones en el reino. En marzo de 1933, la Iraq Petroleum Company mandó a su representante, Stephen Longrigg, para negociar con el gobierno saudí en Yeda. Sin embargo, la lealtad primera de Philby fue para el rey saudí y, a pesar de estar a sueldo de la Standard Oil, él mantenía el acuerdo en secreto y Longrigg no lo supo. En mayo de 1933, la Anglo-Persian instruyó a Longrigg para que se retirara y salió de Yeda, dejando el camino libre para la Standard Oil para concluir las negociaciones de un contrato de 60 años de duración con Arabia Saudita para obtener la concesión exclusiva para extraer petróleo en la región de al-Hasa, en el golfo Pérsico.
Hacia 1934, en un esfuerzo para resguardar el puerto de Adén, los británicos tenían vigentes más o menos 1400 tratados de paz con los jefes de las varias tribus en el interior de lo que es en la actualidad Yemen. Sin embargo, Philby socavó la influencia de los británicos en la región para facilitar la entrada de los intereses comerciales de los Estados Unidos, después de una alianza entre los estadounidenses y la dinastía saudí.
En 1936 la Standard Oil of California y la Texaco unieron sus activos en la Saudi Aramco (Arabian–American Oil Company). El Departamento de Estado de los Estados Unidos describe la ARAMCO como el premio comercial más rico del planeta. Philby representaba los intereses de los saudíes. En 1937, cuando empezó la Guerra Civil Española, Philby arregló un trabajo como corresponsal de guerra para su hijo en The Times.
Más tarde Philby empezó negociaciones secretas con España y Alemania en cuanto al papel de Arabia Saudita en el evento de una guerra europea. En estas negociaciones se acordó que Arabia Saudita podría vender petróleo a una España neutral, que luego se transportaría a Alemania. John Loftus, quien trabajó como cazador de nazis para la Oficina de Investigaciones Especiales del Departamento de Justicia de los Estados Unidos, alegó que Adolf Eichmann, durante una misión en Oriente Medio, se reunió con Philby hacia la mitad de los años 1930.

## Obras
- The heart of Arabia; a record of travel & exploration (Londres: Constable), 1922.
- Arabia of the Wahhabis (Londres: Constable), 1928.
- Arabia (Londres: Ernest Benn), 1930.
- The empty quarter: being a description of the great south desert of Arabia known as Rub 'al Khali (Londres: Constable & Company Ltd), 1933. Libro escaneado.
- Harun al Rashid (Londres: P. Davies), 1933. Sobre Harún al-Rashid.
- Routes in south-west Arabia [map]: From surveys made in 1936 (Methuen & Co Ltd), 1936.
- Sheba's daughters; being a record of travel in Southern Arabia (Londres: Methuen & Co Ltd), 1939.
- A Pilgrim in Arabia (Londres: The Golden Cockerel Press), 1943.
- The Background of Islam: being a sketch of Arabian history in pre-Islamic times (Alexandria: Whitehead Morris), 1947.
- Arabian Days, an autobiography (Londres: R. Hale), 1948.
- Arabian Highlands (Ithaca, N.Y.: Cornell University Press), 1952. Libro escaneado.
- Arabian Jubilee (Londres: Hale), 1952.
- Sa′udi Arabia (Londres: Benn), 1955, (reimpresión Beirut: Librairie du Liban), 1968.
- The Land of Midian (Londres: Ernest Bean Limited), 1957.
- Forty Years in the Wilderness (Londres: R. Hale), 1957.
- Arabian Oil Ventures (Washington: Middle East Institute), 1964.